# Mandela Keita
Lamine Mandela Keita (Leuven, 10 mei 2002) is een Belgisch voetballer van Guineese afkomst die als Middenvelder voor Parma Calcio 1913 speelt. Keita debuteerde in 2023 in het Belgisch voetbalelftal.

## Clubcarrière

### Jeugd
Keita, geboren in Leuven, groeide op in het nabijgelegen Wijgmaal. Op zijn zevende begon hij zijn jeugdopleiding bij Oud-Heverlee Leuven. Op zijn twaalfde stapte hij over naar KRC Genk, maar nadat hij daar in zijn debuutseizoen sukkelde met een groeiblessure keerde hij één jaar terug naar OH Leuven. Daar begon hij destijds als aanvaller, maar met de jaren schoof hij door naar de positie van verdedigende centrale middenvelder.

### OH Leuven
Op 21 maart 2021 maakte hij zijn officiële debuut in het eerste elftal van OH Leuven: in de competitiewedstrijd tegen KV Mechelen (2-2) kreeg hij door de schorsing van David Hubert een basisplaats van trainer Marc Brys. Keita werd na 65 minuten bij een 1-1-tussenstand gewisseld voor Siebe Schrijvers. Eerder die maand had Brys met Louis Patris al een ander jeugdproduct laten debuteren. In april 2021 ondertekende Keita een nieuw contract tot 2024 bij de Leuvense fusieclub.
Bij de start van het seizoen 2021/22 knokte Mandela zich in de basiself van OH Leuven. Trainer Marc Brys liet voor de seizoensstart al optekenen dat Keita enorme stappen voorwaarts aan het zetten was. Op de openingsspeeldag dropte Brys hem meteen in de basis tegen Zulte Waregem. Tijdens de eerste helft van de reguliere competitie speelde hij veertien van de zeventien wedstrijden, waarvan tien als basisspeler. Tijdens de terugronde schipperde hij wat meer tussen bank en basis, mede door een conditionele terugval. Keita werd in zijn eerste volledige seizoen bij OH Leuven, waarin hij naast 25 competitiewedstrijden ook drie bekerwedstrijden speelde, een paar keer tot Man van de Match verkozen: na de openingswedstrijd van het seizoen tegen Zulte Waregem (1-1) en na het 0-0-gelijkspel tegen RSC Anderlecht op de 29e competitiespeeldag.
In juli 2022 werd het contract van Keita opengebroken tot 2025. Kort ervoor had hij in een oefenwedstrijd tegen Beerschot VA een voetblessure opgelopen die hem enkele maanden aan de kant hield. Pas op 8 oktober 2022 kon hij voor het eerst dat seizoen officiële speelminuten vergaren: in de 2-5-competitiezege tegen Zulte Waregem mocht hij in de 84e minuut invallen voor Kristiyan Malinov. Zijn eerste basisplaats van het seizoen kreeg hij in de bekerwedstrijd tegen KV Kortrijk op 20 december 2022. In januari 2023 volgden, mede door de ontbolstering van linksback Casper De Norre op het middenveld, slechts twee basisplaatsen in de competitie.

#### Verhuur aan Antwerp FC
Op 31 januari 2023 werd Keita verrassend door OH Leuven voor de rest van het seizoen uitgeleend aan Antwerp FC, dat ook een aankoopoptie bedong in het huurcontract. Bij Antwerp moest hij de geblesseerde Yusuf vervangen. Eerder hadden naast RSC Anderlecht en Club Brugge ook OGC Nice, Sheffield United, Genoa CFC en Torino FC interesse getoond. Keita verbaasde door zijn onmiddellijke impact op de ploeg van Mark van Bommel. Hij lag door zijn constante prestaties mee aan de basis van de historische dubbel van de Great Old. 
Nadien ontvouwde zich een pokerspel voor miljoenen tussen Antwerp en OH Leuven. Het stamnummer 1 vond de aankoopoptie van 10 miljoen te hoog, OHL schermde dan weer met interesse van clubs uit alle toplanden. Begin augustus 2023 vonden alle partijen toch een akkoord over een nieuwe huurdeal met aankoopoptie voor een bedrag tussen de 7 en de 8 miljoen. De aankoopoptie was verplicht waardoor Keita sowieso definitief onder contract komt te liggen bij Antwerp. Er ligt een vierjarig contract voor hem klaar.

## Clubstatistieken
| Seizoen         | Club                | Land            | Competitie         | Competitie | Competitie | Beker | Beker | Supercup | Supercup | Europees | Europees | Totaal | Totaal |
| Seizoen         | Club                | Land            | Competitie         | Wed.       | Dlp.       | Wed.  | Dlp.  | Wed.     | Dlp.     | Wed.     | Dlp.     | Wed.   | Dlp.   |
| --------------- | ------------------- | --------------- | ------------------ | ---------- | ---------- | ----- | ----- | -------- | -------- | -------- | -------- | ------ | ------ |
| 2020/21         | Oud-Heverlee Leuven | Vlag van België | Jupiler Pro League | 1          | 0          | 0     | 0     | —        | —        | —        | —        | 1      | 0      |
| 2021/22         | Oud-Heverlee Leuven | Vlag van België | Jupiler Pro League | 25         | 0          | 3     | 0     | —        | —        | —        | —        | 28     | 0      |
| 2022/23         | Oud-Heverlee Leuven | Vlag van België | Jupiler Pro League | 8          | 0          | 2     | 0     | —        | —        | —        | —        | 10     | 0      |
| 2022/23         | → Royal Antwerp FC  | Vlag van België | Jupiler Pro League | 0          | 0          | 0     | 0     | —        | —        | 0        | 0        | 0      | 0      |
| Carrière totaal | Carrière totaal     | Carrière totaal | Carrière totaal    | 34         | 0          | 5     | 0     | 0        | 0        | 0        | 0        | 39     | 0      |

Bijgewerkt op 3 februari 2023.

## Interlandcarrière

### Beloften
Op 8 november 2021 maakte de Belgische beloftenbondscoach Jacky Mathijssen bekend dat Keita bij de selectie zat voor de EK-kwalificatiewedstrijden tegen Turkije en Schotland. Keita maakte op 12 november 2021 zijn tegen Turkije, uitgerekend in het King Power at Den Dreef Stadion van zijn club OH Leuven. Hij kwam in de 70e minuut het veld op in de plaats van Nicolas Raskin. Mandela's Turkse ploegmaat bij OHL, Cenk Özkacar, stond eveneens tussen de lijnen tijdens die wedstrijd die op 2-0 in het voordeel van de Belgen eindigde. Tegen Schotland bleef Keita op de bank.

### België
Op 6 oktober 2023 werd Mandela Keita door bondscoach Domenico Tedesco voor de eerste keer opgeroepen voor het Belgisch voetbalelftal. Hij was de enige nieuwkomer in de selectie. Hij kreeg de kans om zijn allereerste minuten in het Belgische tenue te maken in de EK-kwalificatiewedstrijden tegen Oostenrijk en Zweden. Later werd er met Arthur Vermeeren nog een tweede nieuwkomer aan de selectie toegevoegd. Op 13 oktober mocht de middenvelder invallen voor Jérémy Doku op het einde van de tweede helft van de interland tegen Oostenrijk. België won met 2-3, waarmee het gekwalificeerd was voor het EK 2024 in Duitsland.
Op 31 mei 2024 werd Mandela Keita samen met Arne Engels door bondscoach Domenico Tedesco opgeroepen om de Belgische selectie als reserve aan te vullen in hun basiskamp te Tubeke, waar ze het aanstaande Europees kampioenschap 2024 in Duitsland voorbereidden. Ze werden beiden niet opgenomen in de uiteindelijke EK-selectie.

## Interlands
| Interlands van Mandela Keita voor België | Interlands van Mandela Keita voor België | Interlands van Mandela Keita voor België | Interlands van Mandela Keita voor België | Interlands van Mandela Keita voor België | Interlands van Mandela Keita voor België |
| No.                                      | Datum                                    | Wedstrijd                                | Uitslag                                  | Soort Wedstrijd                          | Doelpunten                               |
| Als speler bij Royal Antwerp FC          | Als speler bij Royal Antwerp FC          | Als speler bij Royal Antwerp FC          | Als speler bij Royal Antwerp FC          | Als speler bij Royal Antwerp FC          | Als speler bij Royal Antwerp FC          |
| ---------------------------------------- | ---------------------------------------- | ---------------------------------------- | ---------------------------------------- | ---------------------------------------- | ---------------------------------------- |
| 1.                                       | 13 oktober 2023                          | Oostenrijk – België                      | 2 – 3                                    | Kwalificatie EK 2024                     | -                                        |
| Totaal                                   | Totaal                                   | Totaal                                   | Totaal                                   | Totaal                                   | 0                                        |

Bijgewerkt t/m 14 oktober 2023.